# Kasztíliai örökösödési háború
A kasztíliai örökösödési háború (1475–1479) az Ibériai-félsziget történelmének egyik meghatározó eseménye, az egységes Spanyolország kialakulásának alapja.

## Előzmények
IV. (Tehetetlen) Henrik kasztíliai király egyetlen gyermeke Johanna, Asztúria hercegnője volt. Henrik apaságát azonban vitatták feltételezett homoszexualitása és felesége, Portugáliai Johanna házasságon kívüli kapcsolatai miatt: Johanna királynénak - V. Alfonz húgának - ugyanis egy Beltrán de la Cueva nevű nemesemberrel volt szerelmi viszonya. Éppen ezért a spanyol történelemben Johanna királynőt rendszerint a „la Beltraneja”, azaz 'Beltran lánya' ragadványnéven emlegetik. Henrik eleinte ragaszkodott apaságához, és Johannát kívánta trónörökössé nyilvánítani, de az ellene lázadó és öccse, Alfonz infáns trónörökössé nyilvánítását követelő nemesek megtörték. Röviddel ezután a király mégiscsak visszavonta Alfonz trónörökössé jelölését, és ezzel két párt jött létre: egy királyhű és egy, az infánst támogató, amely polgárháborúra készülődött. A válság megoldására kézenfekvőnek tűnt, hogy Johanna infánsnőt házasítsák össze a 9 évvel idősebb Alfonzzal, de ez a terv megbukott, amikor őt az ellenzék 1465-ben XII. Alfonz néven bátyjával szemben királlyá kiáltotta ki. V. Alfonz ebben a helyzetben feleségül kérte Johannát, de ajánlatára nem kapott érdemi választ.
Alfonz 1468-ban máig tisztázatlan körülmények között vesztette életét, és ezután hívei Izabellát nyilvánították trónörökössé. Izabella eddigre titokban feleségül ment az aragón trónörököshöz, Ferdinándhoz, a Henrik-ellenes propagandát szító II. János aragóniai király fiához. A kasztíliai infánsból lett aragón király így kívánta megvalósítani régi álmát, hogy fia és menye révén családjának szerezze meg Kasztília trónját.
A nemesség és a papság megosztott volt; egy részük Izabellát, más részük Johannát támogatta. IV. Henrik váratlan halála után a féltestvére, Izabella lépett először, és 1474. december 13-án Segoviában I. Izabella néven Kasztília királynőjévé kiáltatta ki magát. Válaszul Burgos, León, Madrid, Toledo, Alcalá de Henares és Sevilla Johannát ismerte el királynak. Az ország két részre szakadt, polgárháború kezdődött. 1475-ben a Cortes társuralkodónak ismerte el Izabella férjét, Aragóniai Ferdinándot, így Aragónia nyíltan Izabella mellé állt. Ezután V. Alfonz megújította házassági ajánlatát, és még 1475-ben formálisan feleségül vette unokatestvérét, aki ettől fogva Portugália királynéja is volt annak ellenére, hogy a házasságot közvetítők útján kötötték, és sosem hálták el.

## A háború
V. Alfonz bejelentette igényét Kasztília trónjára. Hadseregével bevonult a szomszédos országba és Plasencia városban Kasztília királyává kiáltotta ki magát. Portugáliát fiára, a későbbi II. János portugál királyra bízta, aki ott régensként uralkodott. A harcok a portugálok sikerével kezdődtek: 1475-ben elfoglalták Zamora városát. II. János aragóniai király azonban fia oldalán beavatkozott be a harcokba: a kasztíliaiak visszaszerezték Zamorát, és 1476 márciusában Ferdinánd aragóniai csapatai és az Izabella-párti kasztíliaiak 1476 márciusában a Toró melletti csatában döntő győzelmet arattak Johanna-párti erők felett. Ezután Madrid városa is I. Izabellát ismerte el királynőnek. Ezzel bebizonyosodott, hogy Portugáliának nincs elegendő ereje és kasztíliai támogatója arra, hogy érvényt szerezzen Johanna trónigényének, tehát ahhoz, hogy a két királyságot a portugál V. Alfonz uralma alatt egyesítsék.
A vesztésre álló V. Alfonz 1476 augusztusában Franciaországba utazott, hogy XI. Lajos francia király segítségét kérje. Lajost azonban leterhelte a Merész Károly burgundi herceg elleni hadakozás, így a kérést visszautasította. V. Alfonz 1477-ben kiábrándulva és depressziós tünetekkel érkezett vissza Portugáliába. A francia kapcsolattal időközben a kasztíliai nemesség Johannát támogató részét is maga ellen fordította, és Izabella egyre inkább megszilárdította uralmát. Ezért V. Alfonz még 1477-ben lemondott trónjáról, és visszavonult a politikától.
A portugálok 1479 februárjában az Albuera folyó mellett vívott csatában ismét vereséget szenvedtek, ezúttal az Izabella-párti kasztíliaiak az Alonso de Cárdenas, a Szent Jakab Lovagrend (Orden Militar de Santiago) nagymestere vezette seregétől. Ezután II. János portugál király még ennek az évnek az őszén megkötötte ellenfeleivel az alcáçovasi szerződést (Tratado de Alcáçovas), amely békét hozott a félszigetre. A portugál városban a szerződő felek képviselői útján kötött egyezményt még szintén 1479-ben Izabella Trujillóban írta alá (távollévő férje pedig 1480-ban, Toledóban). Ezzel a polgárháború is véget ért, már a teljes kasztíliai nemesség elfogadta I. Izabella és férje uralmát.